# Kathleen Le Messurier
Kathleen Le Messurier, avstralska tenisačica, * 12. julij 1898, † 1. januar 1981, Adelaide, Avstralija.
V posamični konkurenci je največji uspeh dosegla leta 1932, ko se je uvrstila v finale turnirja za Prvenstvo Avstralije, kjer jo je v dveh nizih premagala Coral McInnes Buttsworth. Na turnirjih za Prvenstvo Anglije se je najdlje uvrstila v drugi krog leta 1930. V konkurenci ženskih dvojic se je štirikrat uvrstila v finale turnirja za Prvenstvo Avstralije, dvakrat skupaj s Dorothy Weston ter po enkrat Esno Boyd Robertson in Meryl O'Hara Wood. V konkurenci mešanih dvojic se je najdlje uvrstila v polfinale leta 1926.

## Finali Grand Slamov

### Posamično (1)

#### Porazi (1)
| Leto | Turnir               | Nasprotnica v finalu     | Rezultat finala |
| 1932 | Prvenstvo Avstralije | Coral McInnes Buttsworth | 4–6, 7–9        |

### Ženske dvojice (4)

#### Porazi (4)
| Leto | Turnir               | Partnerica          | Nasprotnici v finalu                           | Rezultat finala |
| 1924 | Prvenstvo Avstralije | Meryl O'Hara Wood   | Daphne Akhurst Cozens Sylvia Lance Harper      | 5–7, 2–6        |
| 1925 | Prvenstvo Avstralije | Esna Boyd Robertson | Daphne Akhurst Cozens Sylvia Lance Harper      | 4–6, 3–6        |
| 1928 | Prvenstvo Avstralije | Dorothy Weston      | Daphne Akhurst Cozens Esna Boyd Robertson      | 3–6, 1–6        |
| 1932 | Prvenstvo Avstralije | Dorothy Weston      | Coral McInnes Buttsworth Marjorie Cox Crawford | 2–6, 2–6        |